# Карасьяри
Карасья́ри (рос. Карасьяры, марій. Карасъер) — селище у складі Юринського району Марій Ел, Росія. Входить до складу Юркинського сільського поселення.

## Населення
Населення — 15 осіб (2010; 75 у 2002).
Національний склад (станом на 2002 рік):
- росіяни — 86 %